# 이숙 (삼국지)
이숙(李肅, ? ~ 192년)은 중국 후한 말의 무장으로 병주 오원군(五原郡) 사람이다. 동탁 주살에 참여한 것이 기록의 전부이다. 소설 《삼국지연의》에서는 여포를 동탁의 편으로 꾀는 등 그 비중이 크게 늘었다.

## 생애
기도위였다. 192년(초평 3년) 왕윤과 여포의 동탁 주살 계획에 가담하여 10여 명의 용사를 궁문의 위사(衛士)로 꾸몄다. 동탁이 헌제의 병이 나은 것을 하례하러 여포 등을 거느리고 궁궐로 들어설 때 용사들과 함께 습격하였다. 동탁은 속에 갑옷을 입은지라 팔에만 부상을 입고 수레에서 떨어졌다. 이내 여포 등과 힘을 합쳐 죽였다. 이어서 홍농군 섬현(陝縣)에 주둔하고 있던 동탁의 사위 우보도 공격했다가 홍농현으로 패주하고 처형되었다.

## 삼국지연의
사서가 아닌 소설 《삼국지연의》에서는 여포와 동향이라는 사실에 착안하여 여러 이야기들이 붙었다. 정원의 양아들 여포에게 적토마와 온갖 재물을 주며 동탁의 편으로 끌어들인다. 동탁 토벌전의 작중 서전인 사수관 전투에 참전한다. 자신을 소홀히 대하는 동탁에게 불만을 품고 왕윤의 동탁 암살 계획에 동참한다.
선양을 핑계로 동탁을 궁궐로 데려오는 역할을 맡는다. 얼마 못 가 수레바퀴가 부서지고 말이 고삐를 끊자 낡은 것을 버리고 새것으로 바꾸는 징조라 둘러댄다. 다음 날, 몰아치는 광풍과 하늘을 가린 안개는 제왕의 위엄이라 포장한다. 그날 밤, 아이들의 ‘천 리 풀이 암만 푸르러도 열흘을 넘기지 못하겠구나!’란 노래는 유씨(劉氏, 한나라의 황실 성씨)가 망하고 동씨(董氏)가 흥할 뜻이라 왜곡한다. 다음 날, 口(입 구) 두 개를 쓴 베[布]를 장대 끝에 달아놓은 도인은 심양(心恙)에 걸렸다며 쫓아낸다. 이후는 사서와 비슷하다.

## 같이 보기
- 삼국지 인물 목록

## 참고 문헌
- 《후한서》72권 열전 제62 동탁